# 邪聖剣ネクロマンサー2
『邪聖剣ネクロマンサー2』（じゃせいけんネクロマンサー2）は、ハドソンから2009年に配信開始された携帯アプリのロールプレイングゲーム。PCエンジン用ソフト『邪聖剣ネクロマンサー』の続編。
また、ニンテンドーDSiウェアで配信されたアレンジ移植版の『邪聖剣ネクロマンサー NIGHTMARE REBORN』についてもここで記述する。

## 作品解説
1988年に発売した『邪聖剣ネクロマンサー』の直接の続編で、前作より1000年後の世界が舞台。前作同様クトゥルフ神話を基にした作品になっている。また前作と同様血飛沫といったグロテスクなシーンが登場するものの、オプションでその可否が設定できるようになっている。
作品は序盤の部分のみ無料で試遊可能。また携帯版の公式サイトでは、ところどころにヒント（攻略情報）が記載されているので、難易度は前作に比べても落ち着いたものになっている。
キャラクターデザインは獅子猿・音楽は古代祐三がそれぞれ担当。古代は携帯電話の内蔵音源向けの音楽製作はこれが初めてで、シリーズを70時間以上もプレイするお気に入りの作品だという。
au oneゲーム検索2010年1月総合第5位になっている。シリーズ累計30万ダウンロードを突破。

## ストーリー
かつて悪魔がはびこった世界。その世界は神が創ったものの、彼ら自身も持て余す邪聖剣ネクロマンサーを持った勇者によって救われる。その後、邪聖剣ネクロマンサーは世の中の争いの種にならぬよう地中深くに埋められたはずだった。
しかしそれから1000年後、何者かによってネクロマンサーが掘り起こされると、世界は再び悪魔がはびこるようになった。世界に住む人類は神の出現を待ちながら終末の時を迎えようとしていた…。

## 登場人物

### 主要人物
エルダー（デフォルトネーム）
アヴァロンの街に住む本作の主人公。人類を救うために邪聖剣ネクロマンサーを探す旅に出た。孤児だったため親の顔を知らず、街に住む神父によって育てられた。かつては自分勝手な性格だったものの、神父に育てられてからは仲間想いで人のために生きるために奔走する。攻撃も回復もこなすオールラウンダー。
バジル
アヴァロンの街に住む青年。父親を魔物に殺され、病床にいる母との2人暮らし。エルダーを実の兄のように慕う。
読書家というのもあって博識で、いくつかの謎に対し、様々な書物から得た知識から彼なりの推測をエルダー達に伝えている。気が弱い性格だが芯は強く、時に自分の意見をぶつけることがある。ディルが苦手。
ディル
ベイトン出身の魔法使いで攻撃魔法を得意とする。魔術師ギルダスが人々を騙していると訴えるものの、逆にギルダスの言うことを信じていた人々によって街から追放され、以降街の郊外にある洞窟の奥深くで生活している。
好奇心は旺盛。また話好きではあるものの毒舌家で、思ったことをズバズバと言う性格。その毒舌ぶりは初対面だったエルダーとバジルを怖がらせたほどである。かつては精霊と会話ができた。
マリー
サッカルで出会う女性。容姿がエルダーとバジルの幼名馴染みであるアンジェラにそっくりであるため、初対面の際、エルダーを困惑させることになった。
普段は物静かであまりしゃべらないため、経歴は謎。また強く怒れない性格で、正しいことを言っているのを信じてもらえないと泣いてしまうほど。回復や補助の魔法を中心に多く覚える。
ステビア
ギルギット王国の元兵士。軽い性格でありながら、敵の罠に陥ったエルダー達を救ってくれたり頼りになる行動を起こすことも。魔法はほとんど使えないが攻撃、防御に優れる。
ニゲラとは彼が悪魔ゆえ信用することができず対立してしまうが、終盤で彼に命懸けで救われたことで和解する。
ニゲラ
とあるところで出会う悪魔。しかしながら人類に興味があり、人の心を持ったように優しい性格をしている。メンバーが反対する中、エルダーの一存でパーティ加入するため、周りから何かと言いがかりをつけられることもしばしば。
人目に触れると厄介なことになるため、普段はフードで顔を隠している。悪魔ということだけあり、魔法やステータス異常に耐性がある。
バジルとは仲良くなりたいものの、彼の父親が魔物に殺されているというのもあり、快く思われていない。

### その他登場人物
ボリジ
バジルの母親。病床の身でありながら、息子が心配で行商の荷馬車に乗り込み彼を追いかける。
オルウェン
アヴァロンの街に住む神父。孤児だったエルダーを育てた父親のような存在。
ルバーブ
旅商人。ボリジに頼まれ、バジルたちを追いかけることに。
暗黒四衆
ツアトゥグア、ナイアラトテップ、ハストゥール、ヨグソトースの四人。
地下迷宮ヨスを根城とし、ネクロノミコンを守る。
ガタノトーア
地下大陸のさらに奥に存在する暗黒世界ンカイにいるとされる悪魔の起源となる悪魔。
ウザ＝サスラ
天界に住む最高神で本作の最終ボス。争いばかり起こす人間達に愛想が尽き、悪魔勢力を利用して人間を滅ぼそうと画策する。
旅人
エルダー達の行く先々で出会う人物。
人当たりが良く、エルダー達に助言したりもする。

## 用語解説
邪聖剣ネクロマンサー
1000年前に世界を守る戦いに使用された剣。その力を恐れて地中深くに埋められたが、欲深い人間により掘り起こされていた。
正しい心と強い意志を持つ者が振るえば闇を払う聖剣となるが、欲望に塗れた悪しき心を持つ者が手にすれば心を蝕む邪剣と化す。
様々な人の手に渡り、手にした者の正気を蝕んでいた。
作中に出てくるボスの殆どがネクロマンサーにより正気を失った者たちばかりである。
それにより、本来の邪聖剣としての力を失い呪いが掛かっており、ネクロノミコンによって聖剣と邪剣に分けられる事によりのみ力を取り戻す事が出来た。
ネクロノミコン
邪聖剣にかかった呪いを解くための呪文であり、それを記した書も指す。

## 邪聖剣ネクロマンサー NIGHTMARE REBORN
『邪聖剣ネクロマンサー NIGHTMARE REBORN』は2010年6月16日にハドソンからニンテンドーDSiウェアで配信されたロールプレイングゲーム。『邪聖剣ネクロマンサー2』のアレンジ移植されたものである。

### 邪聖剣ネクロマンサー2からの変更点
- 演出面を強化
- グラフィックの描き直し
- 携帯内蔵音源をDSi向けに調整
- ワールドマップの追加
- キャラクターグラフィック追加